# Mistrzostwa Europy w Wioślarstwie 1950
41. Mistrzostwa Europy w Wioślarstwie odbyły się w sierpniu 1950 r. we włoskim Mediolanie (po raz 2. w historii). Zawodnicy rywalizowali w 7 konkurencjach wioślarskich na pobliskim jeziorze Idroscalo niedaleko lotniska Mediolan-Linate. 

## Medaliści
| Konkurencja                 | Złoto | Srebro | Brąz | Źródło |
| --------------------------- | --- | --- | --- | ------ |
| M1x (jedynka)               | Erik Larsen | Tom Neumeier | Thomas Keller | [ 1 ]  |
| M2x (dwójka podwójna)       | Dania Ebbe Parsner · Aage Larsen | Włochy Antonio Balossi · Lodovico Sommaruga | Szwajcaria Arnoldo Gianella · Ilvo Prosperi | [ 2 ]  |
| M2- (dwójka bez sternika)   | Szwajcaria Hans Kalt · Kurt Schmid | Włochy Erio Bettega · Nicolò Simone | Belgia Charles van Antwerpen · Jos Rosa | [ 3 ]  |
| M2+ (dwójka ze sternikiem)  | Włochy Giuseppe Ramani · Aldo Tarlao · Luciano Marion (sternik) | Szwajcaria Alex Siebenhaar · Walter Lüchinger · Walter Ludin (sternik) | Belgia Eugène Jacobs · Hippolyte Mattelé · Cyrille Proost (sternik)                                                                                                 | [ 4 ]  |
| M4- (czwórka bez sternika)  | Włochy Giuseppe Moioli · Elio Morille · Giovanni Invernizzi · Franco Faggi | Dania Ib Nielsen · Georg Nielsen · Børge Hougaard · Holger Larsen | Szwajcaria Gaston Sermier · Bernard Guex · Marcel Giddey · Claude Brélaz                                                                                            | [ 5 ]  |
| M4+ (czwórka ze sternikiem) | Dania Niels Kristensen · Ove Nielsen · Peter Hansen · Bent Blach Petersen · Eivin Kristensen (sternik)                                                                               | Włochy Romeo Santin · Amadeo Scarpi · Marcello Basso · Albino Trevisan · Giovanni Vorano (sternik)                                                                                        | Holandia Gijsbertus Dutry van Haeften · Rudolphus Johannes van Geuns · Gerhard van Olden · Willem Algie · Wilhelm Engelbrecht (sternik)                             | [ 6 ]  |
| M8+ (ósemka)                | Włochy Angelo Fioretti · Pietro Sessa · Fortunato Maninetti · Bonifacio de Bortoli · Mario de Bortoli · Uberto Urbani · Mario Chicco · Luigi Gandini · Alessandro Bardelli (sternik) | Dania Jørgen Carlsen · Ib Højfang · Henry Skovgaard · Otto Prior-Buse · Poul Martin Poulsen · Axel Bonde Hansen · Helge Muxoll Schrøder · Jørn Kjeldsen · S.A. Langberg Nielsen (sternik) | Wielka Brytania J.L.M. Crick · Brian Lloyd · Alistair MacLeod · William Windham · R.K. Hayward · James Crowden · David Macklin · Harry Almond · R.J. Blow (sternik) | [ 7 ]  |

## Klasyfikacja medalowa
| Miejsce | Reprezentacja   | Złoto | Srebro | Brąz | Razem |
| ------- | --------------- | ----- | ------ | ---- | ----- |
| 1.      | Włochy          | 3     | 3      | 0    | 6     |
| 2.      | Dania           | 3     | 2      | 0    | 5     |
| 3.      | Szwajcaria      | 1     | 1      | 3    | 5     |
| 4.      | Holandia        | 0     | 1      | 1    | 2     |
| 5.      | Belgia          | 0     | 0      | 2    | 2     |
| 6.      | Wielka Brytania | 0     | 0      | 1    | 1     |
| Razem   | Razem           | 7     | 7      | 7    | 21    |